# Lo-fi for U
Lo-fi for U è un singolo del rapper italiano Tedua, pubblicato il 6 dicembre 2022 come primo estratto dal terzo album in studio La Divina Commedia.

## Descrizione
Nel brano il rapper ringrazia altri suoi colleghi della musica per l'aiuto dato nella sua crescita personale e professionale, menzionando anche momenti passati. Tra i rapper e produttori citati sono presenti Charlie Charles, Chris Nolan, Sfera Ebbasta, Ghali, Izi e Rkomi.

## Tracce
Testi e musiche di Mario Molinari e Luca Ghiazzi.
1. Lo-fi for U – 3:29

## Classifiche
| Classifica (2022) | Posizione massima |
| ----------------- | ----------------- |
| Italia            | 9                 |